# Chelha tunisien
Le chelha tunisien (arabe : شلحة تونسية ; berbère : tachelhit tatunsit ou tacelḥit n Tunes) est un terme générique appliqué en Tunisie aux parlers berbères du pays. Fortement minoritaires, les berbérophones tunisiens représentent de nos jours moins de 0,5 % de la population, soit un peu plus de 50 000 personnes, et se trouvent aujourd'hui essentiellement dans quelques villages du Sud-Est tunisien — Tamezret, Zraoua et Taoujout à l'ouest de Matmata ; Chenini et Douiret à l'ouest de Tataouine et dans certains villages à l'extrême sud de l'île de Djerba (Guellala).
L'ensemble des parlers berbères de Tunisie appartient, aux côtés du parler berbère de la ville de Zouara en Libye, à la famille des parlers zénètes orientaux. Cette famille de parlers, bien qu'appartenant aux parlers berbères du Nord, partage plusieurs caractéristiques avec le parler des Nefoussas, qui fait partie de la famille des parlers berbères orientaux. Les parlers de Tunisie et de Zouara constituent ainsi un ensemble transitionnel entre les deux familles dans le cadre d'un continuum dialectal,.